# Суйковская, Нина Владимировна
Нина Владимировна Суйковская (1908—1997) — российский учёный в области исследования физико-химических свойств поверхности стекла и разработки отечественных химических методов получения тонкопленочных покрытий, доктор технических наук (1961), лауреат Сталинской премии (1952).

## Биография
После окончания Ленинградского педагогического института им. А. И. Герцена работала в химической лаборатории Ленинградского электротехнического института (1929—1931).
С 1931 по 1982 год в Государственном оптическом институте (ГОИ): младший, старший научный сотрудник.

## Научная деятельность
Выполнила комплекс работ по синтезу и исследованию пленкообразующих соединений, который лёг в основу разработки советской промышленной технологии получения химическим методом тонких однородных покрытий, имеющих высокие оптические, химические, механические и другие полезные свойства поверхности стекол и кристаллов.
Кандидат (1945), доктор (1961) технических наук.
Автор более 70 научных трудов, в том числе двух монографий и 10 изобретений.

### Сочинения
- Химические методы получения тонких прозрачных пленок [Текст]. — Ленинград : Химия. Ленингр. отд-ние, 1971. — 199 с. : ил.; 22 см.
- Просветление оптики: Уменьшение отражения света поверхностью стекла / И. В. Гребенщиков, А. Г. Власов, Б. С. Непорент, Н. В. Суйковская; под ред. И. В. Гребенщикова. — М. ; Л. : ОГИЗ. Гос. изд-во технико-теорет. лит., 1946. — 212 с.

## Награды и звания
- Сталинская премия 2 степени (1952 год) — за работу в области приборостроения.
- Орден Трудового Красного Знамени (1953);
- Медали.